# Sam Kee Building

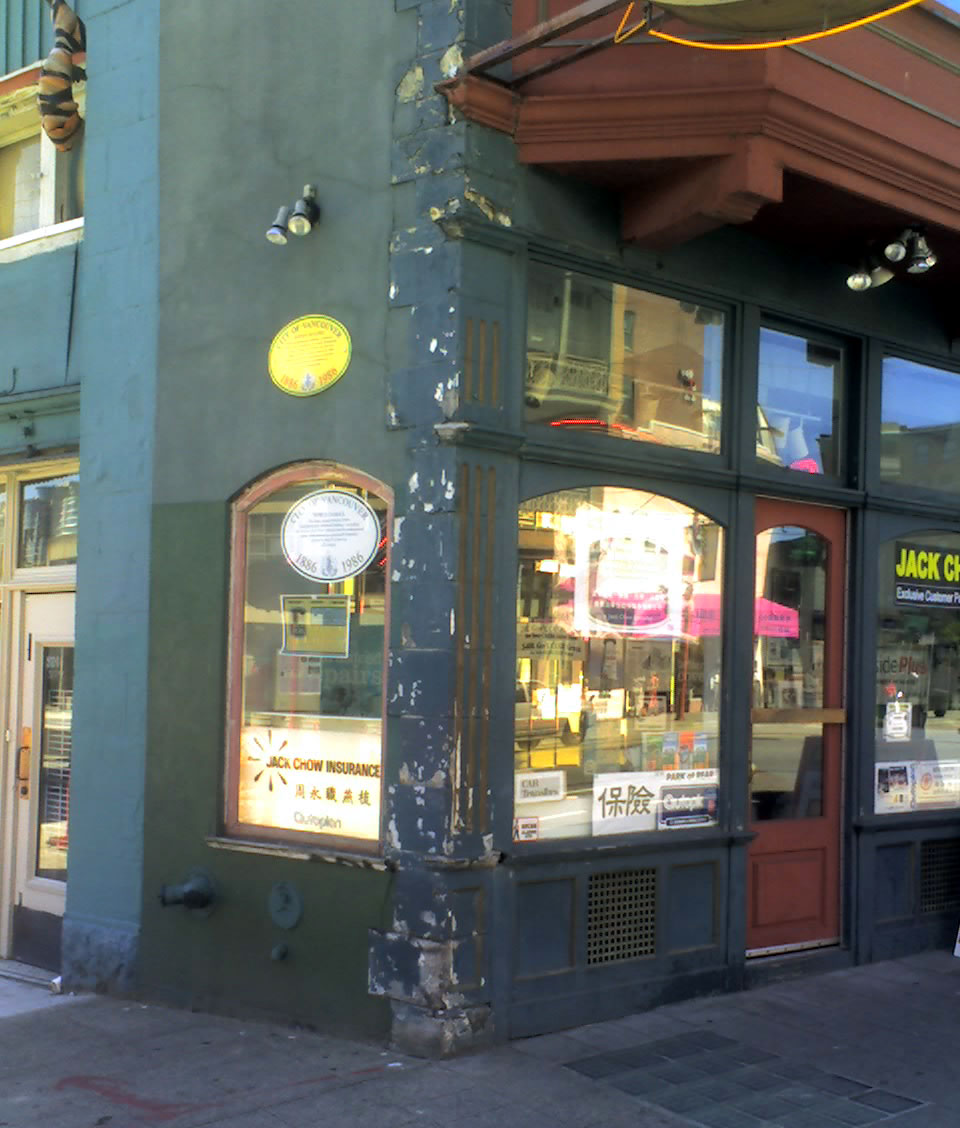
La pintura verde muestra la anchura total del edificio.

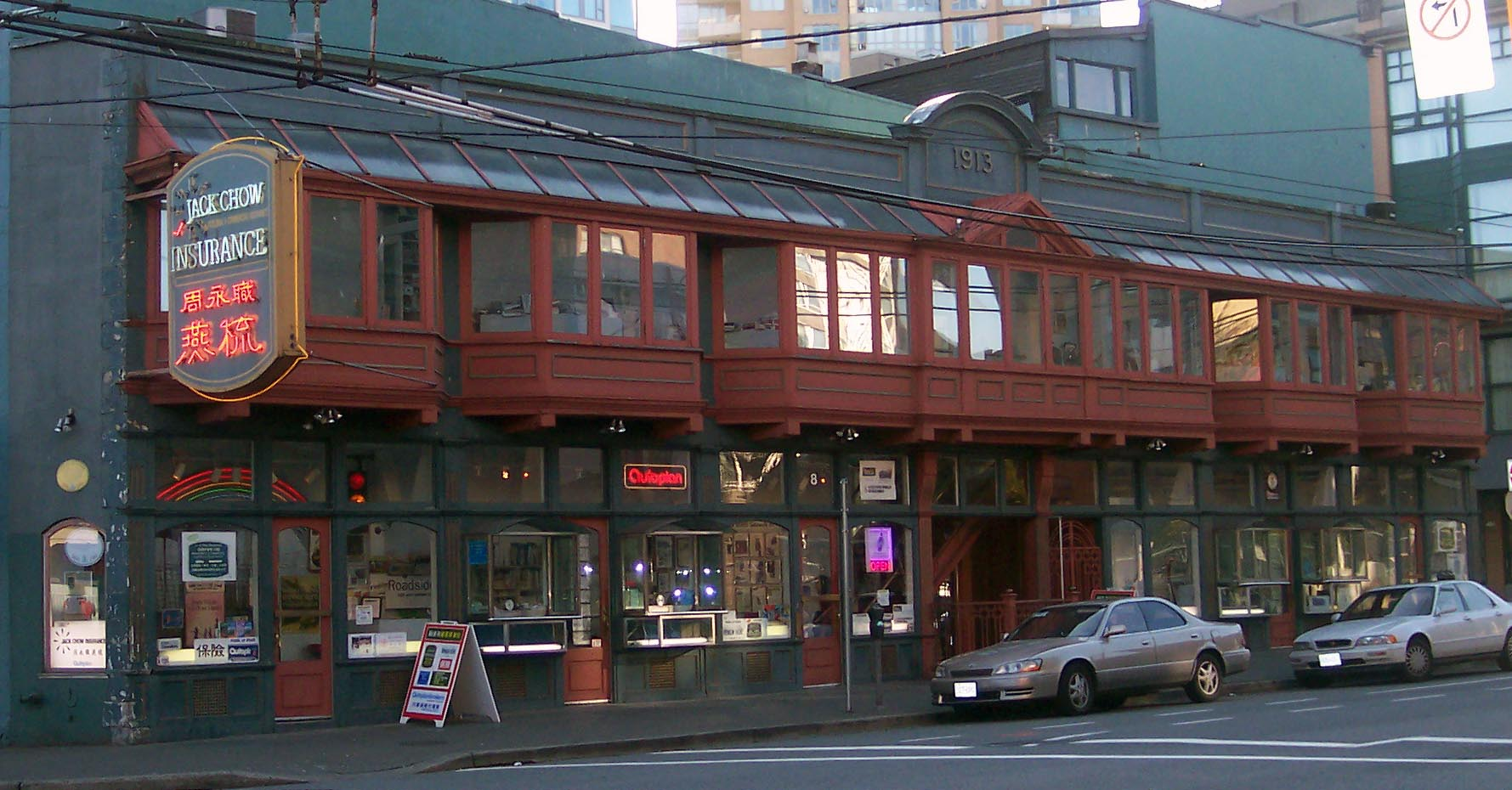
El Sam Kee Building en las calles Carrall y Pender Streets de Vancouver.

El Sam Kee Building se localiza en el 8 West Pender Street de Vancouver, Columbia Británica, Canadá, y es destacable por ser el edificio comercial más estrecho del mundo. 
En los comienzos del siglo XX, la Sam Kee Company era una de las empresas más ricas de Chinatown. Adquirió esta tierra como una parcela estandarizada hacia 1903, pero el ayuntamiento local ensanchó Pender Street en 1912 y expropió un total de 7,3 m de dicha parcela.
En 1913, los arquitectos Brown y Gillam diseñaron este estrecho edificio con ingeniería Steel Framing, de tan sólo metro y medio de ancho en su base y 183 cm en los ventanales voladizos de la segunda planta. El sótano invade la acera y antiguamente albergaba unos baños públicos, mientras que la planta baja era usada para oficinas y tiendas; el último nivel era para habitáculos en los que vivía gente.
La rehabilitación del edificio para Jack Chow fue diseñada por Soren Rasmussen Architect y se completó hacia 1986.
El edificio está considerado como el edificio comercial más estrecho del mundo por el Libro Guinness de los récords y por el Ripley, ¡aunque usted no lo crea!, pero en años recientes, este estatus ha sido disputado por el Skinny Building en Pittsburgh, que mide apenas 157 cm de anchura.
La disputa se centra en el hecho de que mientras que el Sam Kee mide 1,5 m en su base, se ensancha hasta los 183 cm en la parte superior, mientras que el Skinny Building mantiene sus 157 cm en todas las plantas. De todas formas, en 1935 se creó un edificio de acero diseñado por William G. Singer en la 15th Street, en South Penn Square en Filadelfia, que mide 1,2 metros de ancho, y cuyas paredes apenas miden un dieciséisavo de pulgada de grosor.